# Gomphus
Gomphus és un gènere d'odonats anisòpters de la família Gomphidae amb tres espècies presents a Catalunya.

## Descripció
Les espècies d'aquest gènere són de talla mitjana, amb un cos groc a verdós marcat de negre.
Aquest gènere es distingeix d'altres gèneres de Gomphidae per la línia clara longitudinal marcant la part superior de l'abdomen que és més estreta que la llargada de l'abdomen.
També es caracteritza per la línia mitjana dorsal gairebé contínua que uneix els segments S1 a S7 o S10.
Els cercoides dels mascles són més aviat curts (gairebé tan llargs com el segment S10) i divergeixen considerablement.

## Llista de les espècies presents a Catalunya[1]
- Rodadits esperonat (Gomphus graslinii)
- Rodadits groc (Gomphus simillimus)
- Rodadits de bassa (Gomphus pulchellus)